# Guylain Mbemba
Rashaan Guylain Mbemba (* 15. Oktober 2003) ist ein österreichischer Basketballspieler.

## Werdegang
Mbembas Vater kam aus dem Kongo nach Österreich. Der am NÖ Sportleistungszentrum St. Pölten geförderte Flügelspieler erhielt in der Saison 2019/20 für SKN St. Pölten seinen ersten Einsatz in der höchsten Spielklasse Österreichs, der Superliga.
2023 wechselte er an die Colorado State University in die Vereinigten Staaten.

### Nationalmannschaft
Anfang August 2021 gab Mbemba seinen Einstand in Österreichs Herrennationalmannschaft und erhielt in dem Freundschaftsspiel gegen Rumänien mit 22:30 Minuten mehr Einsatzzeit, als er zuvor in einem Ligaspiel bekommen hatte. Ende November 2021 machte Mbemba in der Qualifikation zur Europameisterschaft bei einem Sieg über die Schweiz mit 15 Punkten auf sich aufmerksam.